# 성대진동 시작 시간
성대진동 시작 시간(영어: voice onset time, VOT) 또는 성대진동 개시 시간은 음향음성학에서 무성폐쇄음의 개방단계 후에 후행하는 모음을 위해 성대가 진동하는 시간 사이의 기간을 의미한다.
예를 들어 영어 단어 bar와 par라는 단어가 있을 때, 유성폐쇄음인 /b/가 어두에 오는 경우 폐쇄음이 개방단계에 이름과 거의 동시에, 혹은 아주 가까이에서  성대진동이 시작된다.  이 경우 값이 대체로 음수(-)로 많이 측정된다.  그러나 무성폐쇄음인 /p/가 어두에 오는 경우, 폐쇄음의 개방단계 부분과 성대진동을 하는 시점 사이에 일정한 간격이 존재한다.  이 경우 값은 양수(+)로 측정이 된다.
성대진동 시작시간은 말소리에서 유성자음과 무성자음을 식별하는 중요한 단서 중 하나로 알려졌다.

## 같이 보기
- 이음 (음운론) (allophone)
- 긴장도 (tenseness)
- 경음과 연음 (fortis and lenis)
- 유기음
- 무기음
- 유성음
- 무성음
- 예사소리

## 참고 문헌
- 신지영. 2000. 말소리의 이해. 서울:한국문화사(Page 194)
- 전상범. 1985. 영어음성학. 서울:을유문화사(Page 112)